# جيمس كامبل (سياسي أسترالي، مواليد 1845)
جيمس كامبل (بالإنجليزية: James Campbell) هو سياسي أسترالي، ولد في 1845 في Millport, Great Cumbrae ‏ في المملكة المتحدة، وتوفي في 16 سبتمبر 1893 في Elsternwick ‏ في أستراليا. انتخب عضو المجلس التشريعي الفيكتوري (1 نوفمبر 1882 – 1886) وانتخب عضو الجمعية التشريعية فيكتوريا (1 مايو 1892 – 1 سبتمبر 1893).